# Liste der Baudenkmäler in Schlehdorf
Auf dieser Seite sind die Baudenkmäler in der oberbayerischen Gemeinde Schlehdorf zusammengestellt. Diese Tabelle ist eine Teilliste der Liste der Baudenkmäler in Bayern. Grundlage ist die Bayerische Denkmalliste, die auf Basis des Bayerischen Denkmalschutzgesetzes vom 1. Oktober 1973 erstmals erstellt wurde und seither durch das Bayerische Landesamt für Denkmalpflege geführt wird. Die folgenden Angaben ersetzen nicht die rechtsverbindliche Auskunft der Denkmalschutzbehörde.

## Baudenkmäler nach Ortsteilen

### Schlehdorf
Ensemble Ortskern Schlehdorf
Aktennummer E-1-73-142-1
Nach dem großen Ortsbrand des Klosterdorfes am Kochelsee im Jahre 1846 erfolgte ein planmäßiger Wiederaufbau längs der Südseite der Hauptstraße und der beiden schnurgerade nach Südwesten abzweigenden Achsen der See- und Mittelstraße, darüber hinaus auch an der diese Achsen verbindenden Karpfseestraße. 

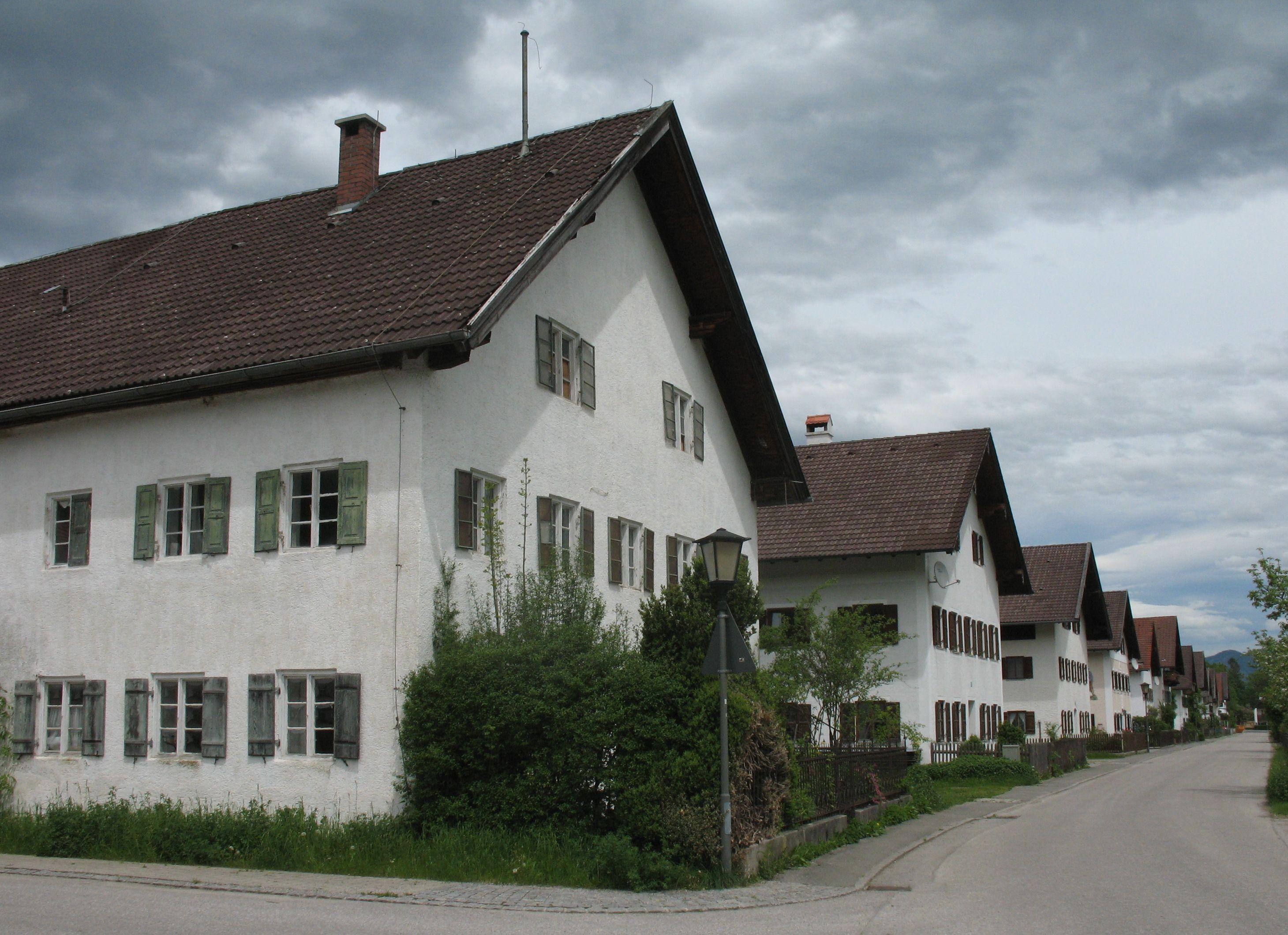
Einfirsthöfe in der Seestraße

Das Planungskonzept – große Einfirsthöfe mit zweigeschossigem massivem Wohnteil und mittelsteilem vorstehendem Satteldach – ist besonders anschaulich entlang der Seestraße überliefert. Den giebelständigen Bauten sind hier schmale Hausgärten vorgelagert und gleiche Hausabstände definieren die regelmäßige Bebauung. Während dieser Straßenzug wegen des angrenzenden Seeufers nur nordseitig bebaut ist, weist die Mittelstraße größtenteils zu beiden Seiten den einheitlichen Bautyp auf. Einzelne Anwesen stehen hier auch traufseitig zur Straße, dadurch entsteht eine große räumliche Wirkung. Die Karpfseestraße und das zentrale Stück der Hauptstraße, das besonders durch den großen Eckbau des Klostergasthofes geprägt ist, zeigen gleichfalls, wenn auch nicht so deutlich, das einheitliche Gepräge des Ensembles.
| Lage                                       | Objekt                                                                            | Beschreibung | Akten-Nr.             | Bild           |
| ------------------------------------------ | --------------------------------------------------------------------------------- | --- | --------------------- | -------------- |
| Kirchstraße 7; 19; 21 (Standort)           | Ehemaliges Augustinerchorherrenstift, jetzt Kloster der Missions-Dominikanerinnen | Ehemalige Klosterkirche St. Tertulin, jetzt katholische Pfarrkirche, barocker Wandpfeilersaal mit hohen Kapellenabseiten, flachem Chorschluss und klassizisierender westlicher Doppelturmfassade, 1726–80; mit Ausstattung; Klostergebäude, barocke dreigeschossige Dreiflügelanlage, 1717–25, durch Hans Schurr 1926/27 erweitert; mit Ausstattung; Gartenanlagen; Gärtnerhaus, zweigeschossiger putzgegliederter Walmdachbau in historisierenden Formen mit turmartigem Zeltdachanbau, 1912 | D-1-73-142-1          | weitere Bilder |
| Kocheler Straße 15 (Standort)              | Friedhofskapelle Heiliges Kreuz                                                   | Barocker vierkonchiger Zentralbau mit Zwiebelturm, 1693; mit Ausstattung | D-1-73-142-2 Wikidata | weitere Bilder |
| Kocheler Straße 28 (Standort)              | Bauernhaus                                                                        | Zweigeschossiger putzgegliederter Satteldachbau mit Giebellaube und profilierten Balkenköpfen, nach 1846 | D-1-73-142-5          | Bauernhaus     |
| Kocheler Straße 34; Seestraße 2 (Standort) | Klostergasthof                                                                    | Zweigeschossiger hakenförmiger Satteldachbau mit historisierender Putzgliederung, 1847 über älterem Kern erbaut, nach Brand 1982 Nordteil des Ostflügels stark erneuert | D-1-73-142-3          | Klostergasthof |
| Mittelstraße 30 (Standort)                 | Landhaus                                                                          | Zweigeschossiger putzgegliederter Satteldachbau in historisierenden Formen mit Zeltdachturm, Quergiebel-Risalit und hölzernen Veranden, um 1900 | D-1-73-142-24         | Landhaus       |
| Seestraße 8 (Standort)                     | Haustür                                                                           | Reich geschnitzte Holztüre in klassizisierenden Formen mit Oberlicht, nach 1846 | D-1-73-142-13         | Haustür        |

### Raut
| Lage               | Objekt   | Beschreibung | Akten-Nr.     | Bild     |
| ------------------ | -------- | --- | ------------- | -------- |
| Raut 15 (Standort) | Landhaus | Erdgeschossiger putzgegliederter Walmdachbau mit belvedereartigem Dachaufbau und seeseitiger Freitreppe, von Architekt Mößmer, 1893                                                                     | D-1-73-142-15 | Landhaus |
| Raut 30 (Standort) | Landhaus | Zweigeschossiger putzgegliederter Bau in historisierenden Formen über hohem Sockelgeschoss mit durchfenstertem Mezzanin, Altane und Freitreppe am risalitartigen Mittelerker, von Fritz Klingholz, 1898 | D-1-73-142-16 | Landhaus |

### Unterau
| Lage                                                    | Objekt                               | Beschreibung | Akten-Nr.              | Bild           |
| ------------------------------------------------------- | ------------------------------------ | --- | ---------------------- | -------------- |
| Böhmetsäcker, an der Straße nach Großweil (Standort)    | Bildstock                            | Satteldachhäuschen mit vergitterter Bildnische, 18. Jahrhundert; an der Straße nach Großweil | D-1-73-142-22          | weitere Bilder |
| Langgwand, an der Straße Schlehdorf–Großweil (Standort) | Bildstock-Kapelle                    | Satteldachbau mit verschaltem Vordach und vergitterter Bildnische, 18. Jahrhundert, bezeichnet 1610; an der Straße Schlehdorf–Großweil | D-1-73-142-23          | weitere Bilder |
| Unterau 21 (Standort)                                   | Bildstock                            | Steildachhäuschen mit vergitterter Bildnische, 18. Jahrhundert, bezeichnet mit 1610; bei Haus Nr. 21 an der Straße nach Schlehdorf | D-1-73-142-20          | weitere Bilder |
| Unterau 42 (Standort)                                   | Getreidekasten                       | Erdgeschossiger Blockbau, 2. Hälfte 17. Jahrhundert, Überbau modern | D-1-73-142-19          | Getreidekasten |
| Unterau 49 (Standort)                                   | Katholische Filialkirche St. Andreas | Barockisierter Saalbau mit eingezogenem Chor und nördlichem Zwiebelturm, im Kern 15/16. Jahrhundert, 1719 erhöht und umgestaltet; mit Ausstattung; Friedhofsmauer, östlicher Bruchsteinmauerzug mit Tuffdeckplatten, 18. Jahrhundert; Grabdenkmal, historisierende Grabstätte der Familie Jochner mit Heiligem Grab, 1902 | D-1-73-142-17 Wikidata | weitere Bilder |
| Unterau 56 (Standort)                                   | Bildstock                            | Offenes Satteldachhäuschen, 18. Jahrhundert; nördlich von Haus Nr. 56 | D-1-73-142-21          | Bildstock      |

## Ehemalige Baudenkmäler
Die folgenden Objekte wurden aus der Bayerischen Denkmalliste gestrichen.

| Lage                                     | Objekt    | Beschreibung                                   | Akten-Nr. | Bild      |
| ---------------------------------------- | --------- | ---------------------------------------------- | --------- | --------- |
| Schlehdorf Kocheler Straße 22 (Standort) | Hochlaube | Am Bauernhaus neugotische Hochlaube, nach 1846 |           | Hochlaube |